# Авидзба, Лев Арзабеевич
Лев Арзабеевич Авидзба (1 января 1953, с. Эшера, Абхазская ССР — 25 июля 2018, Стамбул, Турция) — абхазский политический деятель, глава администрации Сухумского района (1993—2003), депутат Народного собрания Республики Абхазия (2007—2012). Внёс значительный вклад в укрепление связей турецкой диаспоры с Абхазией и по возвращению (репатриации) абхазов на историческую родину.

## Биография
Окончил Новоафонскую среднюю школу.
Высшие образования получал в Грузинском институте субтропического хозяйства и в Абхазском государственном университете.
С 1986 до 1992 — работал начальником базы материально-технического снабжения сельского хозяйства Министерства сельского хозяйства Абхазской АССР.
С 1980-х — участник национально освободительного движения Абхазии.
1992—1993 — ветеран Отечественной войны народа Абхазии.
1993—2003 — глава администрации Сухумского района.
2007—2012 — депутат Народного Собрания-Парламента Республики Абхазии, заместитель председателя комитета по делам соотечественников зарубежом.
В 2018 году в память о Льве Авидзбе в Стамбуле была открыта творческая мастерская в память о Льве Авидзба, где местные мастера под руководством вручную изготавливают изделия из стекла, железа, керамики и дерева.

## Семья
Супруга — Диана Пилия (Председатель Конституционного Суда Республики Абхазия).
У Льва Авидзбы двое детей (Омар и Елана), внучка.

## Награды
В 2018 году за деятельность по содействую в возвращении репатриатов награждён медалью Министерства по репатриации Республики Абхазии.